# Desportivo da EKA
Desportivo da EKA é um clube de futebol da cidade de Dondo, na província de Cuanza Norte, em Angola. Disputou a primeira divisão nacional pela última vez em 1997.
No Girabola - Primeira Divisão Angolana de Futebol de 1993 ficou em terceiro lugar na classificação geral.
Seu bastião é seu mando de campo no Estádio Inferno do Dondo, que aterroriza seus adversários de jogo.